# Phyllanthus breynioides
Phyllanthus breynioides là một loài thực vật có hoa trong họ Diệp hạ châu. Loài này được (P.T.Li) Govaerts & Radcl.-Sm. miêu tả khoa học đầu tiên năm 1996.